# Compuesto meso
Se denomina compuesto meso a aquel que, conteniendo átomos de carbono asimétricos, es aquiral (existe un plano de simetría). Por lo tanto, su imagen especular es en realidad el mismo compuesto.
Este tipo de compuestos carece de actividad óptica a pesar de contener en su estructura centros estereogénicos.
Los compuestos meso contienen un plano de simetría que divide la molécula en dos, de tal forma que una mitad es la imagen especular de la otra
Las estructuras meso se basan en el número de centros estereogénicos representados por la fórmula 2n donde n es el número de centros y dicha fórmula lo va a definir la cantidad de estereoisómeros que tenemos en la molécula.

Ácido mesotartárico.

Por ejemplo, uno de los isómeros del ácido tartárico representado en la figura es un compuesto meso. Existe un plano especular interno, que biseca la molécula: al rotar la molécula 180° sobre el plano perpendicular a la pantalla, se obtiene la misma estereoquímica (ver proyección de Fischer).
Es un requerimiento para dos de los estereocentros en un compuesto meso que tengan por lo menos dos sustituyentes en común (aunque el tener esta característica no significa necesariamente que el compuesto sea meso). Por ejemplo, en el 2,4-pentanodiol, tanto el segundo y cuarto átomos de carbono, que tienen estereocentros, tienen los cuatro sustituyentes en común.
Dado que un isómero meso tiene una imagen especular superponible, un compuesto con un total de n estereocentros no puede tener 2n (siendo n el número de centros quirales de la molécula) estereoisómeros, dado que uno de ellos es meso.